# Draconarius streptus
Draconarius streptus là một loài nhện trong họ Amaurobiidae.
Loài này thuộc chi Draconarius. Draconarius streptus được miêu tả năm 1994 bởi Zhu & Jia-Fu Wang.